# Nana (manga)
Pour les articles homonymes, voir Nana.
Nana (ナナ) est un manga de Ai Yazawa. Il est prépublié à partir de 2000 dans le magazine Cookie de l'éditeur Shūeisha, et compte 21 tomes en mars 2009. La version française est publiée par Akata/Delcourt. La série est suspendue depuis juin 2009 à la suite d'un souci de santé d'Ai Yazawa. Le magazine Cookie explique sur son site qu'elle a besoin de repos et que, pour l'instant, la décision de reprendre la série reste indécise. Mais ils remercient la patience et la compréhension des fans. L'auteur avait elle-même fait mention de la détérioration de son état de santé dans les derniers tomes publiés.
Une adaptation en anime produite par le studio Madhouse est diffusée entre avril 2006 et mars 2007 sur NTV. Dans les pays francophones, la série est éditée en DVD par Kazé, et a été diffusée sur Filles TV (devenue June) et sur Virgin 17 (devenue D17) et exclusivement sur MCM Belgique. Elle est également diffusée depuis septembre 2009 sur MCM France.
Il existe également un fanbook, intitulé Nana 7.8, qui s'insère entre les volumes 7 et 8 du manga, ainsi qu'un artbook intitulé Nana 1st illustrations, tous deux traduits et publiés en français par Delcourt.

## Synopsis
Dans le Japon contemporain, deux jeunes femmes se rencontrent dans le train les conduisant à Tokyo. L'une va rejoindre son petit ami tandis que l'autre veut devenir chanteuse professionnelle. Inconsciemment, cette dernière est également à la poursuite de son petit ami parti faire carrière dans la musique deux ans plus tôt. Leur destination n'est pas leur seul point commun car elles ont le même âge (20 ans), mais aussi le même prénom : Nana. Elles se séparent finalement à la descente du train. Plus tard, elles se retrouvent par hasard, alors qu'elles cherchaient toutes les deux un appartement. Trouvant avantageux de partager les frais de loyer, elles décident de vivre en colocation dans l'appartement 707 (c'est une autre coïncidence car leur prénom, Nana, représente le chiffre 7 en japonais). Aussi différentes d'apparence que de caractère, Nana Ōsaki et Nana Komatsu vont se lier d'une profonde et fusionnelle amitié, se complétant et se soutenant mutuellement à travers les différentes épreuves qu'elles seront amenées à traverser.

## Thèmes abordés

### Opposition et mélange d'univers, de culture et de style
L'histoire se construit autour de l'opposition des caractères des deux jeunes femmes, de l'étrange mélange entre la culture punk rock de Nana Ōsaki et celle pop kitsch de Nana Komatsu. 
Les deux univers, qui paraissent incompatibles au début, s'articulent finalement l'un autour de l'autre. Au fur et à mesure que l'histoire des deux Nana se crée, la trame narrative permet d'approfondir les mécanismes psychologiques à l'origine des deux cultures, leurs ressemblances et leurs différences.
L'entourage respectif des deux Nana, qui finit par se confondre pour certains personnages, est jalonné de nombreuses figures. On trouve aussi bien des personnalités très fortes, certaines avec un lourd passé ou des souffrances cachées, que des personnages plus "classiques". Cependant, aucun ne tombe dans le cliché simpliste. Shin, par exemple, bassiste du groupe Blast, est un adolescent qui se prostitue. Junko quant à elle, est l'amie de Nana Komatsu, qui fait très "mature". C'est une sorte de grande sœur, toujours à l'écoute de la jeune femme.
Les références culturelles sont utilisées soit comme objet récurrent (la symbolique du "7" qui se dit "nana" en japonais, avec les numéros de chambre, les anniversaires etc) soit comme thème (la fête du Tanabata, expliquée à Shin qui ignore tout de ces fêtes, à l'instar du lecteur non-japonais). Ces références à la culture japonaise montrent à la fois un aspect traditionnel et un aspect moderne, et font la complexité du Japon actuel.

### Dépendance affective et relation avec autrui
La dépendance affective est aussi au centre du manga : Nana Ōsaki, qui se veut indépendante et solitaire, mais qui se révèle avoir des soucis de possessivité amoureuse et affective. Tandis que Nana Komatsu se fait rapidement surnommer "Hachi", à cause de son besoin permanent d'être aimée et choyée, comme un petit chien. Ce thème de la dépendance à l'autre et de la souffrance qu'elle peut causer est un thème récurrent, tout comme la peur d'être seule.
Les différentes histoires de cœur entre les personnages apprennent beaucoup sur les mécanismes complexes de l'attachement affectif et de ses contradictions. 

### La mode
À grand renfort de références incontournables de la mode comme Vivienne Westwood, la mode s'incarne sous plusieurs formes dans Nana. 
On la retrouve à travers les deux protagonistes, l'une stylée punk et l'autre « Shibuya girl » dans la grande tendance nippone actuelle.
La mode est également présente dans l'univers de la musique, domaine du paraître pour certains et de la provocation pour d'autres. Enfin à travers le décor, incarnation de références visuelles qui n'échapperont pas aux spécialistes avertis des tendances…

### Le quartier de Shibuya
Les deux Nana vivent dans le quartier Shibuya, à Tokyo. Loin des coutumes ancestrales du Japon, Shibuya est un centre névralgique de la capitale nippone. En 20 ans, ce quartier est devenu l'emblème de la culture japonaise contemporaine. Branchée, lookée, voire kitch, la population de Shibuya a décidé de rompre avec les valeurs traditionnelles japonaises et de rester éternellement adolescente. Filles et garçons se décolorent les cheveux et brunissent leur peau, se marginalisant ainsi du type de beauté national. Ces derniers inspirent également les créateurs japonais qui viennent piocher dans les tendances du quartier pour créer la mode de la saison prochaine.
Passionnée de mode et styliste de formation, Ai Yazawa a inscrit le récit de Nana dans la mouvance de Shibuya.

### La musique
La série tourne autour des deux groupes de rock « rivaux » Blast et Trapnest. Deux groupes de rock menés par des personnages forts et incarnés par leurs chanteuses : Nana pour Blast et Layla pour Trapnest.
Dans la série, elles sont interprétées par 2 grandes artistes de J-pop et de J-rock, Anna Tsuchiya et Olivia Lufkin dont les albums ont connu un énorme succès au Japon.
Le monde de la musique est aussi abordé dans Nana à travers les dérives des médias et du succès que les deux groupes vont traverser avec difficulté et non sans quelques sacrifices…

## Personnages
- Nana Ōsaki (大崎ナナ, Ōsaki Nana?) : chanteuse et parolière de Blast. Elle était la petite-amie de Ren jusqu'à ce qu'il rejoigne Trapnest. Elle en est encore très marquée par cette séparation mais est toujours amoureuse de lui. Elle rencontre Nana Komatsu dans le train qui les mène à Tokyo et par la force du hasard, elles se retrouvent à habiter ensemble dans l'appartement No 707. Abandonnée par sa mère lors de son enfance, Nana ne vit que pour son rêve de vivre de sa musique et ne souhaite pas mener une petite vie tranquille et bien rangée. Dotée d'un fort caractère qui peut parfois s’avérer excessif, elle a peur de perdre les gens autour d'elle et est ainsi particulièrement possessive à leur égard.
- Nana Komatsu (小松奈々, Komatsu Nana?) : surnommée Hachikô (dérivé de Hachikō, le célèbre chien de la gare de Shibuya) ou Hachi (qui signifie 8). En décidant d'aller à Tokyo pour rejoindre Shôji, son petit-ami, elle rencontre Nana Ōsaki dans le train et par la force du hasard, elles se retrouvent à habiter ensemble dans l'appartement No 707. Hachi vient d'une famille assez nombreuse et «bruyante», selon ses termes. Elle a un vrai «cœur d'artichaut» et tombe ainsi amoureuse de tous les hommes qu'elle rencontre dans sa vie. Enjouée et espiègle, Hachi se révèle être un personnage assez immature au début de l'histoire. Elle recherche de manière permanente l'affection de son entourage.
- Yasushi Takagi (高木泰士, Takagi Yasushi?) : surnommé Yasu, il est membre de Blast en tant que batteur, et en est le leader. Il est avocat stagiaire et avait auparavant quitté le groupe pour se consacrer pleinement à son métier. Il est très protecteur envers Nana Ōsaki et continue de garder le contact avec Ren malgré leur séparation. Yasu est sans doute le personnage le plus mature de l'histoire car il sait prendre du recul et de bonnes décisions lors des situations qui mettent en péril le bonheur de son entourage.
- Nobuo Terashima (寺島伸夫, Terashima Nobuo?) : surnommé Nobu, il est membre de Blast en tant que guitariste et compositeur. Il connaît Nana Ōsaki depuis le collège et est son meilleur ami. C'est quelqu'un de très enjoué et optimiste, mais ne tient pas l’alcool malgré le fait qu'il en boive souvent. Il va tomber amoureux d'Hachi.
- Shin'ichi Okazaki (岡崎真一, Okazaki Shin'ichi?) : surnommé Shin, il est le bassiste de Blast. C'est un grand fan de Ren et, malgré son jeune âge, arrive à égaler son niveau.  En parallèle avec ses activités de bassiste du groupe, Shin gagne sa vie en offrant ses charmes à des femmes plus âgées que lui. Il habite avec Nobu, et le conseille sur ses relations amoureuses, alors que lui-même a des rapports compliqués avec les filles. Il entretient d'ailleurs une relation compliquée avec Reira. Ayant eu une enfance difficile, il apprécie énormément Hachi, et la considère comme une mère.
- Ren Honjô (本城蓮, Honjō Ren?) : membre de Trapnest en tant que guitariste et compositeur, il était à l'origine le bassiste de Blast avant de quitter le groupe. Il était également le petit-ami de Nana Ōsaki mais l'a quittée lors de son départ pour Tokyo afin de rejoindre Trapnest. Il en est cependant toujours amoureux. Ren est un personnage inspiré de Sid Vicious, bassiste des Sex Pistols.
- Takumi Ichinose (一ノ瀬巧, Ichinose Takumi?) : membre de Trapnest en tant que bassiste et compositeur, il est le leader du groupe. Grand ami de Ren, il est aussi très protecteur avec Reira. Il a une réputation de play-boy et n'hésite pas à jouer avec le coeur d'Hachi, qui va tomber amoureuse de lui.
- Reira Serizawa (Layla Serizawa, 芹澤レイラ, Serizawa Reira?) : membre de Trapnest en tant que chanteuse et parolière. Elle s'appelle en réalité Layla car est nipponne-américaine. Elle était au collège avec Takumi et de ce fait, elle est donc très attachée à lui. C'est une femme fragile et sensible dont les membres de Trapnest prennent grand soin. Elle entretient une relation amoureuse compliquée avec Shin.
- Naoki Fujieda (藤枝直樹, Fujieda Naoki?) : membre de Trapnest en tant que batteur. Il était dans le même collège que Takumi et Reira, mais est aussi proche de Yasu. Il est assez immature, blagueur mais gentil et tente de profiter de son statut de rockeur pour attirer les filles.
- Junko Saotome (早乙女淳子, Saotome Junko?) : meilleure amie d'Hachi depuis le lycée, Junko est partie vivre elle aussi à Tokyo afin d'y poursuivre des études artistiques. D'un fort caractère plutôt autoritaire et assez maternelle, Junko ne manque aucune occasion de faire la morale à Hachi pour la faire garder les pieds sur Terre. Le personnage de Junko se fait de moins en moins présent au fur et à mesure qu'Hachi devient indépendante et que l'histoire avance. Néanmoins, Junko réapparaît dès lors qu'Hachi se retrouve face à des problèmes et lui apporte ainsi ses conseils. Elle vit avec Kyôsuke, son petit ami.
- Kyôsuke Takakura (高倉京助, Takakura Kyôsuke?) : petit ami de Junko et ami d'Hachi, il poursuit également des études d'art à Tokyo. D'un tempérament très calme, il se montre trop indulgent et compréhensif envers Hachi, ce qui lui vaut de se faire souvent gronder par Junko. Etant pourtant un très bon confident pour Hachi, il n’hésite pas à lui apporter de nombreux conseils, plus tempérés que ceux de Junko, afin qu'Hachi règle ses problèmes.
- Shôji Endô (遠藤章司, Endô Shôji?) : ancien petit-ami d'Hachi, c'est grâce à lui que cette dernière part vivre à Tokyo dans le but premier de vivre avec lui. Hachi étant très attachée à lui, Il semble vouloir à tout prix que cette dernière se détache un peu de lui pour devenir plus indépendante. Shôji, bien qu'étant un garçon sympathique, s'avère être infidèle et ne tarde pas à tromper Hachi avec une autre fille qui étudie dans la même faculté et travaille dans le même restaurant que lui. Après la découverte déchirante d'Hachi sur l'infidélité de Shôji, celle-ci rompt avec ce dernier. Par la suite, Shôji part vivre avec sa nouvelle petite-amie et Hachi tente de l'oublier.

## Manga

### Fiche technique
- Autres éditions :
  -  Egmont Manga & Anime
  -  Delcourt Tonkam
  -   VIZ Media
  -  Planeta DeAgostini
  -  Egmont
  -  Panini Comics
  -  Mundo Vid
  -  Bongkoch
  -  Chuang Yi

## Anime
L'anime se compose de 47 épisodes (dont la fin pourrait s'assimiler à la fin du chapitre 42 du manga), dont trois épisodes spéciaux (11.5, 21.5 et 36.5). La série est éditée en DVD dans les pays francophones par Kazé. La série a été diffusée en français sur June, Virgin 17, MCM Belgique et MCM France dans l'émission "Ultra Manga". Elle est diffusée sur KZTV en 2011.

### Fiche technique
- Titre original : Nana
- Année : 2006-2007
- Réalisation : Morio Asaka
- Character designer : Kunihiko Hamada
- Musique : Tomoki Hasegawa
- Studio d’animation : Madhouse
- Nombre d’épisodes diffusés :
  - 50 épisodes de 20 à 23 min.
- Licencié par : 
  -  France : Kazé
- Traduit par : David Nachtergaële
- Diffusé sur :
  -  MCM
  -  Champ TV
  -  Filles TV, Virgin 17, MCM, KZTV
  -  MTV Italia
  -  China Television

### Doublage
| Personnages          | Personnages          | Voix japonaises    | Voix françaises   |
| -------------------- | -------------------- | ------------------ | ----------------- |
| Nana Osaki           | voix                 | Romi Paku          | Claudine Grémy    |
| Nana Osaki           | chant                | Anna Tsuchiya      | Anna Tsuchiya     |
| Nana "Hachi" Komatsu | Nana "Hachi" Komatsu | Kaori              | Pascale Chemin    |
| Ren                  | Ren                  | Hidenobu Kiuchi    | Renaud Heine      |
| Yasu                 | Yasu                 | Yoshihisa Kawahara | Antoine Tomé      |
| Nobu                 | Nobu                 | Tomokazu Seki      | Fabrice Lelyon    |
| Shin                 | Shin                 | Akira Ishida       | François Créton   |
| Reira                | voix                 | Aya Hirano         | Olivia Dutron     |
| Reira                | chant                | Olivia Lufkin      | Olivia Lufkin     |
| Takumi               | Takumi               | Toshiyuki Morikawa | Cyrille Monge     |
| Naoki                | Naoki                | Anri Katsu         | Vincent de Bouard |
| Misato               | Misato               | Mika Kanai         | Isabelle Volpe    |
| Shoji                | Shoji                | Hiroki Takahashi   | Nicolas Beaucaire |
| Sachiko              | Sachiko              | Megumi Kojima      | Isabelle Volpe    |
| Junko                | Junko                | Takako Honda       | Susan Sindberg    |
| Kyosuke              | Kyosuke              | Junichi Suwabe     | Patrick Pellegrin |

### Musiques
- Génériques de début

1. Rose (épisodes 01 à 21, et ending spécial épisode 9) par Anna Tsuchiya inspiré par Nana (Black Stones)
2. Wish (épisodes 22 à 36) par Olivia inspiré par Reira (Trapnest)
3. Lucy (épisodes 37 à 47) par Anna Tsuchiya inspiré par Nana (Black Stones)

- Génériques de fin

1. A little pain (épisodes 01 à 8, puis 10 à 18, et 41) par Olivia inspiré par Reira (Trapnest)
2. Starless night (épisodes 19 à 29, et 42) par Olivia inspi' Reira (Trapnest)
3. Kuroi namida (黒い涙) (épisodes 30 à 40, et 47) par Anna Tsuchiya inspiré par Nana (Black Stones)
4. Winter sleep (épisodes 43 et 44) par Olivia inspiré par Reira (Trapnest)
5. Stand by me (épisodes 45 et 46) par Anna Tsuchiya inspiré par Nana (Black Stones)

- Insert Songs

1. Zero (épisodes 4, 5, 10, 11.5, 19, 21.5, 30) par Anna Tsuchiya inspiré par Nana (Black Stones) (Diverses prestations et concerts des Black Stones)
2. Recorded Butterflies (épisodes 18, 21.5, 22, 27, 35, 36.5) par Olivia inspiré par Reira (Trapnest) (Concert de Trapnest et sur diverses scènes aléatoires)
3. Shadow of Love (épisode 45) par Olivia inspiré par Reira (Trapnest) (Nouveau clip de Trapnest)

Puis dans divers épisodes :
1. ANARCHY IN THE UK par Anna Tsuchiya inspiré par Nana (Black Stones)
2. Dirty Pretty par Anna Tsuchiya inspiré par Nana (Black Stones)
3. I'm addicted to you par Anna Tsuchiya inspiré par Nana (Black Stones)
4. Nothing's gonna take my love par Olivia inspiré par Reira (Trapnest)
5. Rock you par Olivia inspiré par Reira (Trapnest)
6. Scream par Anna Tsuchiya inspiré par Nana (Black Stones)
7. Take me out par Anna Tsuchiya inspiré par Nana (Black Stones)
8. Tell me par Olivia inspiré par Reira (Trapnest)
9. Without You par Anna Tsuchiya inspiré par Nana (Black Stones)

### Détails
- Anna Tsuchiya prêta sa voix pour les chansons de Nana des Black Stones. Pour Reira de Trapnest ce fut Olivia Lufkin.
- La série Nana est actuellement suspendue à la suite d'un souci de santé d'Ai Yazawa. Le magazine Cookie explique sur son site qu'elle a besoin de repos et que, pour l'instant, la décision de reprendre la série reste indécise. Mais ils remercient la patience et la compréhension des fans. L'auteure avait elle-même fait mention de la détérioration de sa santé dans les derniers tomes publiés.  Mais en 2010, quelques chapitres du nouveau tome, le 22, sont sortis, avant une nouvelle interruption, sans plus de nouvelles de la suite.
- Peu après la fin de l'anime, le directeur des studios Madhouse ainsi que les éditeurs du manga ont précisé qu'il y aurait sans doute le développement d'une seconde saison lorsque le manga sera terminé. Or, à ce jour, il ne l'est toujours pas, des suites de l'hospitalisation de la mangaka.

## Film
Le manga a fait l'objet d'une adaptation cinématographique, dont l'histoire couvre les 5 premiers tomes de la série. Le film se clôt sur le moment où Takumi et Hachi se rencontrent (Nana Ōsaki a invité Ren et Takumi dans l'appartement 707, pour un tournoi de mahjong et Takumi ouvre la porte à la jeune femme ; toute contente, elle commença à pleurer de joie et d'amour qu'elle éprouve pour Nana de lui avoir fait une si belle surprise).
Un second film est sorti en décembre 2006, avec cependant un net changement, puisque de nombreux acteurs ont été remplacés : les personnages de Nana Komatsu, Ren, Shin changent d'interprète. Le film se termine au moment où les deux jeunes filles se retrouvent dans l'appartement 707 face au feu d'artifice, avec la bague de diamant au doigt de Nana Komatsu.

## Distinctions
En 2003, le manga est récompensé par le prix Shōgakukan dans la catégorie Shōjo, à égalité avec Kaze Hikaru de Taeko Watanabe.

### Documentation
- Patrick Gaumer, « Nana », dans Dictionnaire mondial de la BD, Paris, Larousse, 2010 (ISBN 9782035843319), p. 625.
- Ai Yazawa, Nana Premium Fanbook, Delcourt, 2004.
- Christophe Quillien, « Dames de cœur : Nana », dans Elles, grandes aventurières et femmes fatales de la bande dessinée, Huginn & Muninn, octobre 2014 (ISBN 9782364801851), p. 66.